# Adam Hölbing
Adam Johann Ludwig Hölbing (* 15. Februar 1855 in Neustadt in Holstein; † 3. Juni 1929 ebenda) war ein deutscher Moritatenschilder- und Schaustellermaler.

## Leben
Vorfahren Hölbings stammten vermutlich aus Sachsen und sollen 1813 von dort nach Neustadt gezogen sein. Sein Vater Wilhelm Anton Hölbing (* 8. April 1814; † 24. November 1895 in Neustadt) war ein Dekorationsmaler und verheiratet mit Katharina Rosina Friederike, geborene Haack (* 1821 in Neustadt; † 24. November 1858 ebenda). Er selbst heiratete Louise Bedey, mit der er keine Kinder hatte und die 1923 in Holstein starb.
Hölbing erwies sich schon früh als künstlerisch begabt. Trotz des Angebots eines reichen Gönners, ihm eine Ausbildung aus der Münchener Akademie zu finanzieren, blieb er bei seinem verwitweten Vater, absolvierte eine Lehre bei dem Malermeister Speth aus Neustadt. Sein Lehrmeister besaß ein Karussell auf dem Tivoli in Kopenhagen, wodurch Hölbing Jahrmärkte kennenlernte, was seinen späteren Werdegang prägte.
Hölbing schuf anfangs Porträts, Landschaftsbilder und Genreszenen. Er erwies sich dabei als wenig talentiert, fand wenig Käufer und litt Not. Zu einem gesicherten Einkommen verhalfen ihm zunehmend Schausteller, die zu ihm nach Neustadt kamen. Für einzelne Gegenstände fanden sich Wiederverkäufer auf dem Hamburger Dom. Er gestaltete Namensschilder für Jahrmarktstände, die als „Schilder“ bezeichnet wurden, und Hintergrund- und Frontbilder für fotografische Ateliers. Er belieferte den Zirkus Sarrasani für dessen Tierschauen und schuf Seitenschilder für Karussells, Panoramen und Wachsfigurenkabinette. Hinzu kamen Werbeschilder und Bilder für Orgelwagen. Für Musikwagen erstellte er wiederholt das Bild des „Trompeters von Säckingen“. Im Auftrag des Unternehmens Scheel aus Preetz, das Attraktionen mit Luftschaukeln anbot, gestaltete er Seitenbilder und für eine Berg-und-Tal-Bahn das Gemälde „Konzert bei der englischen Königin“.
In den Jahren von 1891 bis 1894 notierte Hölbing sorgfältig die Namen und Aufträge der Schausteller. Er gestaltete komplette Jahrmarktstände oder Bilder mit den Titeln „Verbrechergalerie“, „Einbahnunglück in Basel“ oder „Schlachtfelder vom Krieg 1870/71“. Sein Hauptgeschäft machte er mit Schildern für Moritatensänger. Die Bestellungen stammten von bekannten Bänkelsängern, darunter Emil und Max Koch, Wilhelm Hintze oder Emil Kochler. Die Bänkelsänger Rosemann gaben bei ihm alleine mehr als 70 Schilder in Auftrag, Emil Koch in dreieinhalb Jahren 19 Stück. Da die Schilder ständig aufgerollt werden mussten, brauchten die Sänger strapazierfähiges Material und gaben meistens Motive und Bildaufteilung vor. Die auf fester Leinwand erstellten Gemälde hatten eine Größe von 300 × 180 cm. Hölbing erhielt für ein Moritatenschild 30 Mark. Bei bester Auftragslage kassierte er für 527 m² bemalter Leinwand 2409 Mark, was dem halben Jahreslohn entsprach. Da er bescheiden lebte, konnte er Rücklagen bilden und ein kleines Haus kaufen, das sich auf dem Ziegelhof befand und in dem er ein Atelier einrichtete. Kriegsanleihen und die Inflation brachten ihn um sein Vermögen. Nach dem Tod seiner Frau trennte er sich von dem Haus und lebte bis zu seinem Tod bei Verwandten.

## Künstlerische Einordnung
Hölbing arbeitete im Stil traditioneller Maler von Moritatenschilder, der seit dem 17. Jahrhundert entstanden war, brachte jedoch selbst wichtige Akzente ein, die zu einer späten und letzten Hochzeit dieser Kunstform führten. Er gestaltete die Schilder, indem er fünf bis acht Einzelbilder zusammensetze. Dieser versah er mit einem farblich passenden Grundton und stellte durch ornamentierte Ränder Zusammenhänge zwischen ihnen her. Der Aufbau der Bilder ist von der Diagonalen geprägt, die die Bewegungsabläufe und Requisiten dominierte.
Hölbing arbeitete mit stark dynamischen Gesten und wusste, die Hintergründe wie Felsschluchten, Salons oder Grüfte entsprechend darauf abzustimmen. Entsprechend der Liedtexte konzentrierten sich die Gestalten auf wenige Personen. Er malte flächige Gesichter und hielt Kleidung und Ausstattung wenig detailliert. Der vermutlich letzte bedeutende Bänkelsänger Ernst Becker aus Berlin sagte, dass Hölbing „der beste Maler von allen“ gewesen sei. „Auf dem Hamburger Dom bekamen die Schildersänger neue Schilder in wundervollen Farben, viel Särge, Beerdigungen, Trauungen, das zog damals und brachte viel Geld.“
Hölbing schuf mehr als 100 Bilder, von denen der Großteil heute nicht mehr existiert. Sein Nachlass ging größtenteils an das Museum der Stadt Neustadt in Holstein, weitere Bilder an Museen in Berlin, Braunschweig, Hamburg, Lübeck, Köln, Schleswig und Stuttgart.